# Dave Lambert (britský hudebník)
Dave Lambert (* 8. března 1949 v Hounslow, Middlesex, Anglie) je anglický zpěvák-písničkář a hudebník.

## Diskografie

### Alba

#### Fire
- The Magic Shoemaker (1970)
- Underground and Overhead (1997)

#### King-Earl Boogie Band
- Trouble at t'Mill (1972)

#### Strawbs
- Bursting at the Seams (1973)
- Hero and Heroine (1974)
- Ghosts (1974)
- Nomadness (1975)
- Deep Cuts (1976)
- Burning for You (1977)
- Deadlines (1978)
- Heartbreak Hill (1978)

#### Solo
- Framed (1978)
- Work in Progress (2004)

#### Lambert Cronk
- Touch the Earth (2007)

### Singly
Všechny SP byly vydány ve Velké Británii, pokud není uvedeno jinak.

#### Fire
- "Father's Name is Dad"/"Treacle Toffee World" (1968)
- "Round the Gum Tree"/"Toothie Ruthie" (1968)

#### King-Earl Boogie Band
- "Plastic Jesus"/"If the Lord Don't Get You" (1972)
- "Starlight"/"Goin' to German" (1972)

#### Strawbs
- "Lay Down"/"Backside" (1972)
- "Part of the Union"/"Will You Go" (1973)
- "Shine on Silver Sun"/"And Wherefore" (1973)
- "Hero and Heroine"/"Why" (1974)
- "Hold on to Me (The Winter Long)"/"Where do You Go" (1974)
- "Round and Round"/"Heroines Theme" (1974) (pouze USA a IT)
- "Grace Darling"/"Changes Arranges" (1974)
- "Angel Wine"/"Grace Darling" (1975) (pouze JPN)
- "Lemon Pie"/"Don't Try to Change Me" (1975)
- "Little Sleepy" (1975) (pouze USA a PT)
- "I Only Want My Love to Grow in You"/"Wasting My Time (Thinking of You)" (1976)
- "So Close and Yet So Far Away"/"The Soldier's Tale" (1976) (pouze USA)
- "Charmer"/"Beside the Rio Grande" (1976)
- "Back in the Old Routine"/"Burning for You" (1977)
- "Keep on Trying"/"Simple Visions" (1977)
- "Heartbreaker" (1977) (pouze USA a Jihoafrická republika)
- "Joey and Me"/"Deadly Nightshade" (1978)
- "New Beginnings"/"Words of Wisdom" (1978)
- "I Don't Want to Talk About It"/"The Last Resort" (1978) (pouze USA)

#### Solo
- "Take a Little Bit of My Life" (1979)